# Айленд-Понд (Вермонт)
Айленд-Понд (англ. Island Pond) — переписна місцевість (CDP) в США, в окрузі Ессекс штату Вермонт. Населення — 750 осіб (2020).

## Географія
Айленд-Понд розташований за координатами 44°48′50″ пн. ш. 71°53′8″ зх. д. / 44.81389° пн. ш. 71.88556° зх. д. (44.814026, -71.885546).  За даними Бюро перепису населення США в 2010 році переписна місцевість мала площу 11,79 км², з яких 10,80 км² — суходіл та 0,99 км² — водойми.

## Демографія
Згідно з переписом 2010 року, у переписній місцевості мешкала 821 особа в 377 домогосподарствах у складі 221 родини. Густота населення становила 70 осіб/км².  Було 539 помешкань (46/км²).
Расовий склад населення:
| - 96,1 % — білих - 1,1 % — корінних американців - 0,5 % — чорних або афроамериканців - 0,5 % — азіатів |

До двох чи більше рас належало 1,7 %. Частка іспаномовних становила 0,5 % від усіх жителів.
За віковим діапазоном населення розподілялося таким чином: 19,6 % — особи молодші 18 років, 57,1 % — особи у віці 18—64 років, 23,3 % — особи у віці 65 років та старші. Медіана віку мешканця становила 47,2 року. На 100 осіб жіночої статі у переписній місцевості припадало 100,2 чоловіків;  на 100 жінок у віці від 18 років та старших — 97,0 чоловіків також старших 18 років.
Середній дохід на одне домашнє господарство  становив 32 801 долар США (медіана — 19 813), а середній дохід на одну сім'ю — 37 535 доларів (медіана — 28 958). За межею бідності перебувало 25,4 % осіб, у тому числі 26,6 % дітей у віці до 18 років та 11,5 % осіб у віці 65 років та старших.
Цивільне працевлаштоване населення становило 238 осіб. Основні галузі зайнятості: освіта, охорона здоров'я та соціальна допомога — 41,2 %, будівництво — 16,0 %, виробництво — 10,9 %, роздрібна торгівля — 8,0 %.